# René Thom
René Frédéric Thom (1923-2002) là nhà toán học người Pháp. Ông cùng với Klaus Roth của Anh giành Huy chương Fields vào năm 1958. Ông trở thành người Pháp thứ ba sau Laurent Schwartz và Jean-Pierre Serre giành giải thưởng cao quý. Ông đã đưa ra định lý Thom-Mather, trong đó nêu lên vai trò quan trọng của điểm đặc thù trong toán học.